# Lobu Tua
Lobu Tua is een bestuurslaag in het regentschap Tapanuli Tengah van de provincie Noord-Sumatra, Indonesië. Lobu Tua telt 2341 inwoners (volkstelling 2010).